# Eupoa yunnanensis
Eupoa yunnanensis là một loài nhện trong họ Salticidae.
Loài này thuộc chi Eupoa. Eupoa yunnanensis được Peng & Joo-Pil Kim miêu tả năm 1997.